# Maj 2017

## 31 maja
- Zoran Zaew objął urząd premiera Macedonii[1].
- Aleksandar Vučić został zaprzysiężony na urząd prezydenta Serbii[2].
- 13 żołnierzy zginęło w katastrofie tureckiego śmigłowca wojskowego Cougar w prowincji Sirnak. Według władz prowincji maszyna zahaczyła o linię wysokiego napięcia[3].

## 28 maja
- Holender Tom Dumoulin (Team Sunweb) zwyciężył w kolarskim wyścigu wieloetapowym Giro d’Italia[4].

## 27 maja
- Przewodniczącym Komitetu Obrony Demokracji został Krzysztof Łoziński, który zastąpił na tej funkcji Mateusza Kijowskiego[5].

## 25 maja
- Dwóch strażaków Państwowej Straży Pożarnej zginęło podczas akcji gaszenia pożaru hurtowni w Białymstoku[6].

## 23 maja
- W wieku 89 lat zmarł Roger Moore – brytyjski aktor, znany m.in. jako odtwórca roli Simona Templara w serialu „Święty” (1962–1969) oraz Jamesa Bonda w serii filmów o agencie 007 (w latach 1973–1985)[7].

## 22 maja
- Tuż po zakończeniu koncertu Ariany Grande w Manchesterze miał miejsce zamach, w którym zginęło 22 osób a ponad 50 zostało rannych[8].
- W wieku 67 lat zmarł Zbigniew Wodecki – polski piosenkarz i instrumentalista[9].
- W wieku 35 lat zmarł Nicky Hayden – amerykański motocyklista, mistrz świata w klasie MotoGP w sezonie 2006.

## 21 maja
- W finale, rozgrywanych w Niemczech i Francji, mistrzostw świata w hokeju na lodzie mężczyzn Szwecja pokonała Kanadę 2:1 (po rzutach karnych)[10].

## 18 maja
- Rozpędzony samochód wjechał w pieszych na Times Square. Co najmniej jedna osoba zginęła[11].
- W wieku 52 lat zmarł Chris Cornell – amerykański muzyk, wokalista zespołów Soundgarden i Audioslave[12].

## 13 maja
- Joanna Jędrzejczyk obroniła  mistrzostwo UFC w wadze słomkowej, pokonując w Dallas Jessicę Andrade[13].
- Finał Konkursu Piosenki Eurowizji wygrał reprezentant Portugalii Salvador Sobral z utworem „Amar pelos dois”[14].
- Uroczyście odsłonięto Pomnik Witolda Pileckiego w Warszawie[15].
- Papież Franciszek w czasie podróży apostolskiej do Portugalii kanonizował Franciszka i Hiacyntę Marto[16].
- Co najmniej 24 osoby zginęły w południowo-zachodniej prowincji Turcji Muğla, gdy na górskiej drodze autokar przewrócił się i spadł ze stromego zbocza[17].

## 12 maja
- Cyberprzestępcy zaatakowali tysiące komputerów za pomocą oprogramowania szantażującego WannaCry[potrzebny przypis].

## 10 maja
- Mun Jae-in został zaprzysiężony na prezydenta Republiki Korei[18].

## 7 maja
- Emmanuel Macron zwyciężył w drugiej turze wyborów prezydenckich we Francji. Według oficjalnych wyników uzyskał 66,10% głosów, jego rywalka – Marine Le Pen otrzymała 33,90%[19][20][21].

## 6 maja
- Podczas Centralnych Obchodów Dnia Strażaka, Prezydent RP Andrzej Duda wręczył akt mianowania na stopień  generała brygadiera Leszkowi Suskiemu, a na stopień nadbrygadiera: Markowi Kubiakowi, Januszowi Halakowi, Markowi Jasińskiemu, Pawłowi Kępce oraz Stanisławowi Nowakowi[22].

## 5 maja
- W zakładach FACO w Cameri (Włochy) zaprezentowano pierwszy zbudowany poza Stanami Zjednoczonymi egzemplarz F-35B Lightninga II[23].

## 3 maja
- Z okazji Narodowego Święta Trzeciego Maja Prezydent RP Andrzej Duda odznaczył Orderem Orła Białego: Adama Bujaka, Mieczysława Chorążego, Jana Krzysztofa Kelusa, Zofię Teligę-Mertens oraz Mieczysława Tomaszewskiego[24].
- 42 osoby zginęły w wyniku wybuchu w irańskiej kopalni węgla w Azadszar (prowincja Golestan)[25].

## 1 maja
- Anglik Mark Selby triumfował w rozgrywanych w Sheffield mistrzostwa świata w snookerze[26].